# Юстінас Вежеліс
Ю́стінас Ве́желіс (лит. Justinas Vėželis; народився 26 вересня 1988) — литовський хокеїст, захисник. Наразі, виступає за «Енергія (Електренай)». 

## Спортивна кар'єра
У складі національної збірної Литви учасник кваліфікаційних турнірів до зимових Олімпійських ігор 2010, учасник молодіжних збірних країни (U18 та U20) на юніорських чемпіонатах світу, та почав виступати за головну команду країни з 2007 року на чемпіонатах світу — 2007 (дивізіон II), 2008 (дивізіон II), 2009 (дивізіон I) і 2010 (дивізіон I).
Виступав за «Енергія» (Електренай).